# Журавльова Лідія Олексіївна
Журавльова Лідія Олексіївна (17 грудня 1932 — 18 квітня 2001) — український вчений-гідрохімік, доктор географічних наук, провідний науковий співробітник Інституту гідробіології НАН України

## Біографія
Народилася 17 грудня 1932  в м. Мурино Ленінградської області, РФ. У 1955 р.  закінчила Ленінградський державний університет за спеціальністю «географ-гідролог суші».
Після закінчення університету працювала інженером Ризької гідрометстанції (Латвійська РСР), 1960–1967 роки — інженер, начальник морської гідрометстанції «Балтійськ» (Литовська РСР).
З 1967 року працювала в Інституті гідробіології НАН України, пройшла шлях від аспіранта до провідного наукового співробітника.
У 1972 році в Гідрохімічному інституті (м. Ростов-на-Дону) захистила кандидатську дисертацію «Сучасний гідрологічний і гідрохімічний режим Нижнього Дніпра і Дніпровсько-Бузького лиману та розрахунок майбутніх характеристик їх режимів у зв'язку з гідротехнічним будівництвом».
В 1991 році в Гідрохімічному інституті (м. Ростов-на-Дону) захистила докторську дисертацію «Закономірності формування гідрохімічного режиму деяких типів контактуючих з морем водойм і його змін під впливом гідротехнічного будівництва» за спеціальністю «гідрохімія».

## Наукова діяльність
Наукові дослідження присвячені вивченню процесів евтрофування дніпровських водосховищ, розрахунку стоку хімічних речовин з Дніпровсько-Бузької гирлової області в Чорне море.
Була одним з авторів техніко-економічного обґрунтування проекту перекриття Дніпровсько-Бузького лиману за завданням Мінводгоспу УРСР. Підготувала 4 кандидатів наук. Автор понад 180 наукових праць.

## Наукові праці
- Гидрохимия устьевой области Днепра и Южного Буга в условиях зарегулированного речного стока. — К., 1989.
- Лиманы северного Причерноморья. — К., 1990.(в соавторстве)
- Гидроэкология украинской части Дуная и смежных водоемов. — К., 1993. (в соавторстве)